# Святослав Владимирович (князь вщижский)
Святослав Владимирович (ум. 1166) — князь Вщижский с 1157 года, сын Владимира Давыдовича Черниговского, традиционно считается последним представителем ветви черниговских Давыдовичей.

## Происхождение
Святослав происходил из рода черниговских Давыдовичей — ветви черниговского княжеского дома, потомков Давыда Святославича, одного из сыновей великого князя Святослава Ярославича. Отцом Святослава был черниговский князь Владимир Давыдович, а матерью — одна из дочерей князя Всеволодка Городенского.

## Биография
Год рождения Святослава неизвестен. Впервые он появляется в летописях в 1156 году, когда предпринял выступление с целью увеличить свои владения, захватил несколько городов на Десне, но был разбит троюродным братом Святославом Всеволодовичем. В 1157 году, с началом борьбы своего дяди Изяслава Давыдовича за киевское княжение, оборонял Чернигов от Святослава Ольговича и Святослава Всеволодовича. Столица княжества всё-таки была отдана Святославу Ольговичу, но основная часть земель княжества сохранилась за Изяславом и Святославом Владимировичем. В 1159 году, когда Изяслав лишился киевского престола в пользу Ростислава Мстиславича Смоленского, союзники подступали к Вщижу, но город был спасён войском Андрея Боголюбского. Однако после его ухода Святославу пришлось признать старшинство Святослава Ольговича и, согласно версии Войтовича, передать Стародуб Ярославу Всеволодовичу. Изяслав же в 1161 году погиб в бою за Киев.
По смерти Святослава Ольговича на черниговском княжении (1164) Святослав Владимирович, являясь старшим в роду потомков Святослава Ярославича, не предпринял попыток вмешаться в борьбу за Чернигов между Святославом Всеволодовичем и сыном Святослава Ольговича Олегом. Со смертью Святослава Владимировича в 1167 году ветвь Давыдовичей пресеклась, а Вщиж отошёл во владение потомков Всеволода Ольговича, причём Олег Святославич остался недоволен распределением волостей (тем, что Святослав отдал брату лепшую волость) и провёл поход в направлении Стародуба.
После смерти в 1166 году был похоронен, вероятно, в каменном храме Вщижа. В XIX веке при раскопках этого храма помещицей В. М. Зиновьевой и её мужем генерал-майором М. М. Фоминым был найден каменный склеп, в котором находились останки крупного мужчины. Было предположено, что они принадлежат князю Святославу Владимировичу, по которому была отслужена панихида.

## Семья и дети
Жена: с 1160 года Ростислава, дочь Андрея Боголюбского.
Летописи не сообщают, были ли у Святослава дети. Возможно, его сыном был Владимир Вщижский, считающийся сыном Святослава Всеволодовича. Безроднов В. С., основываясь на выписке из рукописных святцев Петропавловского монастыря под 1232 годом, говорит о внуках Святослава Олеге и Михаиле Романовичах. Исследователь прямо понимает дату записи и считает Олега отцом Романа Старого, князя брянского и великого князя черниговского (1263—1288), в то время как другие исследователи считают дату ошибочной и относят запись к Олегу Романовичу, жившему в конце XIII века, сыну Романа Старого.